# دراسات العلوم والتقانة
دراسات العلوم والتقانة (بالإنجليزية: Science and technology studies)‏ (STS) أو العلوم، التقانة والمجتمع (بالإنجليزية: science, technology, and society)‏ تعد مجالًا متعدد التخصصات يدرس نشأة العلوم والتقانة وتطورها ونتائجها في سياقاتها التاريخية والثقافية والاجتماعية.

## التاريخ
خرجت دراسات العلوم والتكنولوجيا والمجتمع من التقاء عدة تخصصات متنوّعة ومجالات فرعية صارمة، كمثل أغلب البرامج ذات الفروع المتعددة، طوّرت جميعها اهتمامًا واحدًا أن يُنظر للعلوم والتكنولوجيا كمؤسسات مدمجة اجتماعيًا وذلك خلال فترة الستينيات والسبعينيات من القرن العشرين. بدأت جميع جوانب ومكوّنات هذه الدراسات بالتكوّن بشكل مستقل، بدءًا من الستينيات وأخذت بالتطور بشكل منعزل عن بعضها البعض حتى ثمانينيات القرن العشرين، على الرغم من أن كتاب لودفيك فليك في عام (1935) منشأ الحقيقة العملية وتطويرها، كان قد توقّع العديد من المواضيع الرئيسية. وفي السبعينيات أسس إلتينغ إي موريسون برنامج (إس تي إس) في معهد ماساتشوستس للتكنولوجيا (إم آي تي)، والذي أُدخل على شكل نموذج، ليُصار في عام 2011 احتساب 111 مركزًا للبحث العملي وبرنامج (إس تي إس) في جميع أنحاء العالم

### المواضيع الرئيسية
- تاريخ التكنولوجيا، والذي يدرس التكنولوجيا في محتواها الاجتماعي والتاريخي، حيث تساءل بعض المؤرخين عن الحتمية التكنولوجية، وهي عقيدة يمكنها أن تُحفز الكمون/اللافعالية العامة للتطوّر الطبيعي على الصعيد التكنولوجي والعلمي. وفي ذات الوقت، بدأ بعض المؤرخين في تطوير نهج ذو محتوى مماثل لتاريخ الطب.
- تاريخ العلوم وفلسفتها (1960). بعد أن نشر توماس كون كتابه الشهير باسم «بنية الثورات العلمية» في عام 1962، والذي يعزو أمر التغييرات الحاصلة في النظريات العلمية تغيّر النماذج الفكرية الأساسية، حيث تأسست البرامج في جامعة كاليفورنيا وبيركلي بالإضافة لأماكن أخرى جمعت فيها كل من مؤرخي العلوم والفلاسفة معًا في برامج موحدة.
- العلوم، والتكنولوجيا والمجتمع. ساعدت الحركات الاجتماعية للطالب وأعضاء الهيئة التدريسية في الولايات المتحدة، المملكة المتحدة والجامعات الأوروبية في فترة منتصف وأواخر الستينيات من القرن العشرين في إطلاق مجموعة من المجالات الجديدة وبتخصصات متعددة (مثل دراسات النساء)، كان أحد أوجه هذه التطوّرات هو ظهور برامج العلوم والتكنولوجيا عبر مجموعة متنوعة من التخصصات. ابتكرت المنح الدراسية في هذه البرامج منهاجًا للطلاب الجامعين بما في ذلك علم الأنثروبولوجيا، والتاريخ، والعلوم السياسة وعلم الاجتماع مكرّسة إياها لاستكشاف ما يثيره العلم والتكنولوجيا من قضايا. يوجه الباحثون النسويون أنفسهم في هذا المجال وغيره من مجالات العلوم والتكنولوجيا الناشئة لاستثناء النساء من العلوم والهندسة.
- انبثقت دراسات العلوم والهندسة والسياسة العامة في السبعينيات على أثر المخاوف ذاتها التي حفّزت مؤسسي حركة العلوم، والتكنولوجيا والمجتمع، وهي أن العلوم والتكنولوجيا كانت تتطوّر بطرق تتعارض مع المصالح الفُضلى للعامة.

حاولت حركة العلوم، والتكنولوجيا والمجتمع تمثيل أولئك الذين يصنعون العلم والتكنولوجيا بصورة بشرية، لكنّه اتخذ نهجًا مختلفًا. حيث أنه سيقوم بتدريب الطلّاب على المهارات المهنية ليلعبوا دورًا في سياسة العلوم والتكنولوجيا. جاءت بعض البرامج للتأكيد على المنهجيات الكمية، والتي شُملت في نهاية المطاف ضمن هندسة النُظم. في حين شدد آخرون على النهج الاجتماعي والنوعي، ووجدوا أنه بإمكانهم العثور على أقربائهم من العلماء في أقسام العلوم والتكنولوجيا والمجتمع.
بدأت جامعات رائدة في الولايات المتحدة، والمملكة المتحدة وأوروبا خلال فترة السبعينيات والثمانينيات من القرن العشرين، بتجميع مختلف المكوّنات معًا ضمن برامج جديدة متعددة التخصصات. فعلى سبيل المثال، طوّرت جامعة كورنيل في السبعينيات برنامجًا جديدًا من شأنه توحيد الدراسات العلمية والباحثين الذين يتخذون منحى سياسيًا مع المؤرخين وفلاسفة العلوم والتكنولوجيا.
طوّرت كل من هذه البرامج هويّات فريدة وذلك بسبب اختلاف المكوّنات التي جُمعت معًا بالإضافة لمكان توضّعها داخل مختلف الجامعات.

### اللجوء إلى التكنولوجيا (وما وراء ذلك)
من اللحظات الحاسمة في تطوير دراسات العلوم والتكنولوجيا، هي إضافة دراسات التكنولوجيا في منتصف الثمانينيات إلى مجموعة من المصالح التي تؤثر في العلوم، وخلال ذلك العقد، ظهر اثنان من الأعمال بشكل متسلسل أشار إلى ما أسماه ستيف وولغار (اللجوء إلى التكنولوجيا):
إن القولبة الاجتماعية للتكنولوجيا (ماكينزي وواجكمان، 1985) والبنية الاجتماعية للنظم التكنولوجية (بيكر وهيوز وبينش في عام 1987). حضّر ماكينزي وواجكمان المضخة من خلال نشر مجموعة من المقالات التي تثبت تأثير المجتمع على التصميم التكنولوجي. وفي مقال بذري ربط تريفور بينش ويبي بيكر كل شرعية علم الاجتماع بالمعرفة العلمية بهذا التطور من خلال إظهار كيف يمكن لعلم الاجتماع التكنولوجي أن يسير على أساس الخطوط النظرية والمنهجية التي أرساها علم الاجتماع بالمعرفة العلمية. وكان هذا هو الأساس الفكري للمجال الذي أسموه البنية الاجتماعية للتكنولوجيا.
وقد ساعد (اللجوء إلى التكنولوجيا) على تعزيز الوعي المتزايد بالوحدة الكامنة بين مختلف برامج الدراسات الخاصة بالعلم والتكنولوجيا الناشئة. وفي الآونة الأخيرة، كان هناك تحول مرتبط بالبيئة والطبيعة والأمور المادية بشكل عام، حيث يشترك كل منهما في الإنتاج الاجتماعي التقني والطبيعي/المادي. ويتضّح هذا بشكل خاص في العمل في تحليلات الدراسات الخاصة بالعلم والتكنولوجيا للطب الحيوي (مثل كارل ماي وأنيماري مول ونيلي أودشورن وأندرو ويبستر) والتدخلات البيئية (مثل برونو لاتو وشيلا جاسانوف وماتياس جروس وس. لوشلان جاين وجنس لاشموند).